# Problème de Schottky
En mathématiques, le problème de Schottky, du nom de Friedrich Schottky, est une question classique de géométrie algébrique, qui consiste à caractériser les variétés jacobiennes parmi les variétés abéliennes.

## Formulation géométrique
Plus précisément, on considère les courbes algébriques {\displaystyle C} de genre {\displaystyle g} donné et leurs jacobiennes {\displaystyle \operatorname {Jac} (C)}. On a un espace de modules {\displaystyle {\mathcal {M}}_{g}} pour ces courbes, et un espace de modules {\displaystyle {\mathcal {A}}_{g}} de variétés abéliennes (en) de dimension {\displaystyle g} qui sont principalement polarisées. On dispose de plus d'un morphisme
{\displaystyle \operatorname {Jac} :{\mathcal {M}}_{g}\to {\mathcal {A}}_{g}}
qui, au niveau des points (plus précisément des points géométriques) envoie la classe d'isomorphisme {\displaystyle [C]} d'une courbe sur celle {\displaystyle [\operatorname {Jac} (C)]} de sa jacobienne. Le théorème de Torelli signifie que l'application {\displaystyle \operatorname {Jac} } est injective (du moins, sur les points). Le problème de Schottky consiste à décrire l'image de {\displaystyle \operatorname {Jac} }, notée {\displaystyle {\mathcal {J}}_{g}=\operatorname {Jac} ({\mathcal {M}}_{g})}.
La dimension de {\displaystyle {\mathcal {M}}_{g}} est {\displaystyle 3g-3} pour {\displaystyle g\geq 2}, alors que celle de {\displaystyle {\mathcal {A}}_{g}} est g(g + 1)/2. Cela signifie que les dimensions coïncident (0, 1, 3, 6) pour g = 0, 1, 2, 3. Ainsi, le cas {\displaystyle g=4} est le premier pour lequel les dimensions diffèrent. Il a été étudié par F. Schottky dans les années 1880 : Schottky a utilisé les constantes thêta (en), qui sont des formes modulaires sur le demi-espace supérieur de Siegel (en), pour définir le « lieu de Schottky » dans {\displaystyle {\mathcal {A}}_{g}}. Une version plus précise du problème consiste à déterminer si l'image de {\displaystyle \operatorname {Jac} } coïncide essentiellement avec le lieu de Schottky (autrement dit, si celui-ci y est dense pour la topologie de Zariski).

### Cas de la dimension 1
Toutes les courbes elliptiques sont leur propre jacobienne donc le champ algébrique des modules de courbes elliptiques (en) {\displaystyle {\mathcal {M}}_{1,1}} est un modèle de {\displaystyle {\mathcal {A}}_{1}}.

### Dimensions 2 et 3
Dans le cas des surfaces abéliennes, il y a deux types de variétés abéliennes : les jacobiennes d'une courbe de genre 2 et les produits de jacobiennes de courbes elliptiques. Cela signifie que les espaces de modules
{\displaystyle {\mathcal {M}}_{2}\ {\text{et}}\ {\mathcal {M}}_{1,1}\times {\mathcal {M}}_{1,1}}
s'injectent dans {\displaystyle {\mathcal {A}}_{2}}. On a une description similaire en dimension 3 puisqu'une variété abélienne peut être un produit de jacobiennes.

## Formulation en termes de réseau des périodes
Si l'on décrit l'espace des modules {\displaystyle {\mathcal {A}}_{g}} en termes intuitifs comme l'ensemble des paramètres dont dépend une variété abélienne, le problème de Schottky consiste à demander à quelle condition sur les paramètres la variété abélienne provient de la jacobienne d'une courbe. Le cas classique, sur le corps des nombres complexes, a été le plus étudié, puisque alors une variété abélienne A n'est autre qu'un tore complexe (en) d'un type particulier, provenant d'un réseau de Cg. En termes relativement concrets, il s'agit de déterminer quels réseaux sont les réseaux des périodes des surfaces de Riemann compactes.

## Formulation en termes de matrice de Riemann
Attention, une matrice de Riemann n'a pas grand-chose à voir avec un tenseur de Riemann.
L'une des plus grandes réussites de Bernhard Riemann est sa théorie des tores complexes et des fonctions thêta. À l'aide de la fonction thêta éponyme, Riemann donne des conditions nécessaires et suffisantes pour que le tore correspondant à un réseau de Cg se plonge dans un espace projectif complexe (en). (L'interprétation a beau avoir été donnée plus tard par Solomon Lefschetz, la théorie de Riemann était définitive.) Les données sont codées dans ce qu'on appelle maintenant une matrice de Riemann. Ainsi, le problème de Schottky sur les complexes est de caractériser les matrices des périodes (en) des surfaces de Riemann compactes de genre g, formées en intégrant une base de l'espace des intégrales abéliennes sur une base du premier groupe d'homologie, parmi toutes les matrices de Riemann. Il a été résolu par Takahiro Shiota en 1986.

## Géométrie du problème
Le problème a été attaqué par plusieurs approches géométriques et il a été mis en évidence que la question implique l'équation de Kadomtsev-Petviashvili, liée à la théorie des solitons.